# Fløyen
Fløyen o Fløyfjellet (originalment escrit Fløien) és la més visitada de les set muntanyes que envolten la ciutat de Bergen (Vestland, Noruega) i la més propera al centre. Té una altitud de 425 metres sobre el nivell del mar.

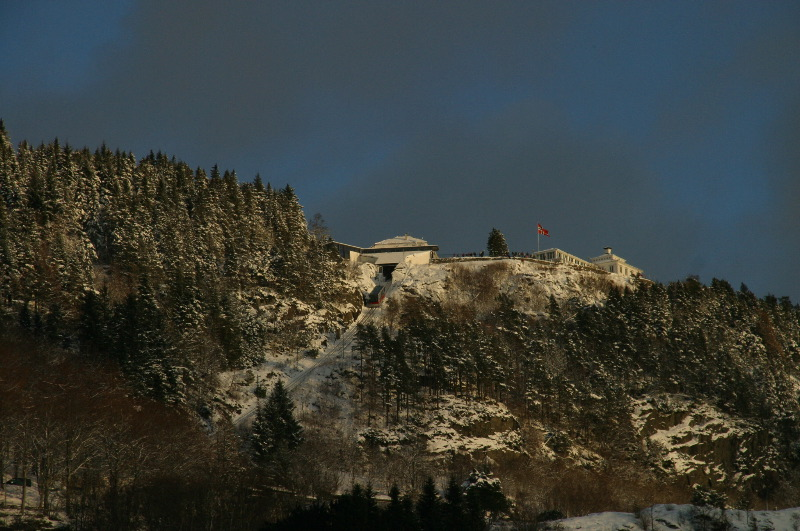
El cim vist des del centre de Bergen

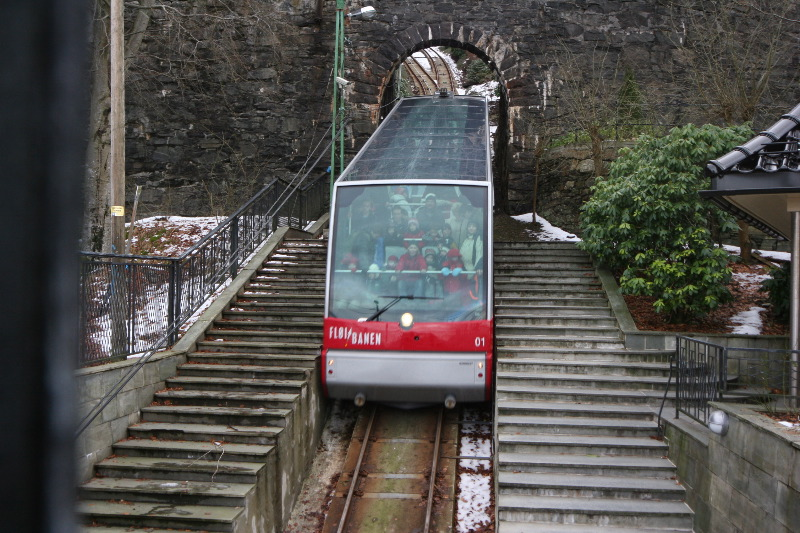
El funicular

Es pot arribar molt fàcilment al cim caminant 45 minuts des del centre de Bergen o bé mitjançant el funicular anomenat Fløibanen, amb un viatge d'uns deu minuts. Al cim, a més de l'estació del Fløibanen, hi ha un restaurant, una botiga de records i un mirador des d'on es poden veure magnífiques vistes de la ciutat de Bergen i el seu entorn més immediat.
És molt habitual entre els residents de Bergen anar-hi a passejar o fer-hi esport amb la família o els amics. L'estació del Fløibanen és el punt de partida de diferents camins que discorren pel bosc i que arriben a diversos llacs, tant artificials com naturals. Tots els camins disposen d'enllumenat i estan perfectament habilitats.